# Microligea palustris
A Microligea palustris a madarak osztályának verébalakúak (Passeriformes) rendjébe és a Phaenicophilidae családjába tartozó Microligea nem egyetlen faja.

## Rendszerezés
Legközelebbi rokona a Xenoligea nembe tartozó Xenoligea montana.

## Előfordulása
Hispaniola szigetén, a Dominikai Köztársaság és Haiti területén honos. Kobórlóként eljut a Turks- és Caicos-szigetekre is. A természetes élőhelye szubtrópusi és trópusi hegyi esőerdők és száraz erdők. Állandó, nem vonuló faj.

## Alfajai
- Microligea palustris palustris (Cory, 1884)
- Microligea palustris vasta Wetmore & Lincoln, 1931[3]

## Megjelenése
Átlagos testtömege 13-14 gramm.